# Roy Young
Pour les articles homonymes, voir Young.
Roy Young est un chanteur et pianiste britannique né le 20 octobre 1934 et mort le 27 avril 2018.

## Biographie
Roy Young a publié quelques 45 tours entre 1959 et 1961. Par la suite, il a joué à plusieurs reprises sur scène à Hambourg avec Tony Sheridan et avec les Beatles, entre autres.
Invité par Brian Epstein à participer à des enregistrements pour aider le groupe de Liverpool à décrocher un contrat en Angleterre, il a décliné cette offre étant donné qu'il était déjà sous contrat avec le propriétaire du Star-Club. D'après le biographe Lewishon, il est peu probable que c'était une invitation pour joindre le groupe de façon permanente : il était six ans plus âgé, n'était pas de Liverpool, et était déjà trop connu.
Il a fait partie des Beat Brothers, le groupe rock 'n' roll à géométrie variable qui accompagnait Sheridan. On peut l'entendre jouer sur la chanson de Tony Sheridan Sweet Georgia Brown accompagnant les Beatles.